# Zebastian Modin
Zebastian Tintin Modin (nacido el 20 de junio de 1994) es un esquiador, biatleta y atleta paralímpico sueco.

## Carrera

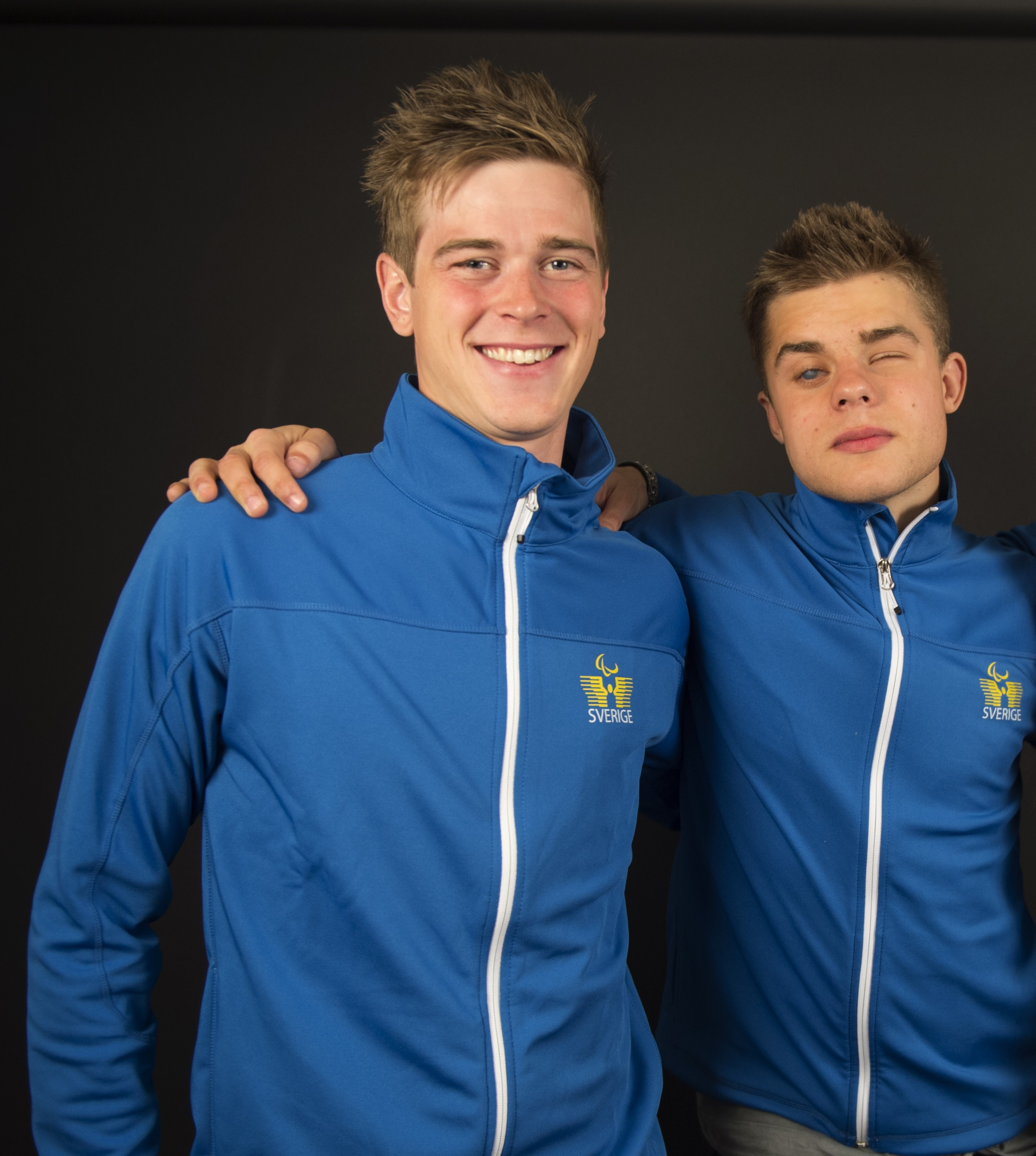
Modin con su guía vidente Albin Ackerot

Modin compitió en los eventos de clasificación B1 (discapacidad visual). 
Participó en biatlón y esquí de fondo en los Juegos Paralímpicos de Invierno de 2010, 2014 y 2018, ganando cuatro medallas. Su primera medalla fue la de bronce en el sprint masculino de 1 km, con discapacidad visual. Su guía visual en los Juegos Paralímpicos de 2010 y 2014 fue Albin Ackerot. En los Juegos Paralímpicos de invierno de 2018, sus guías videntes fueron Johannes Andersson y Robin Bryntesson. 

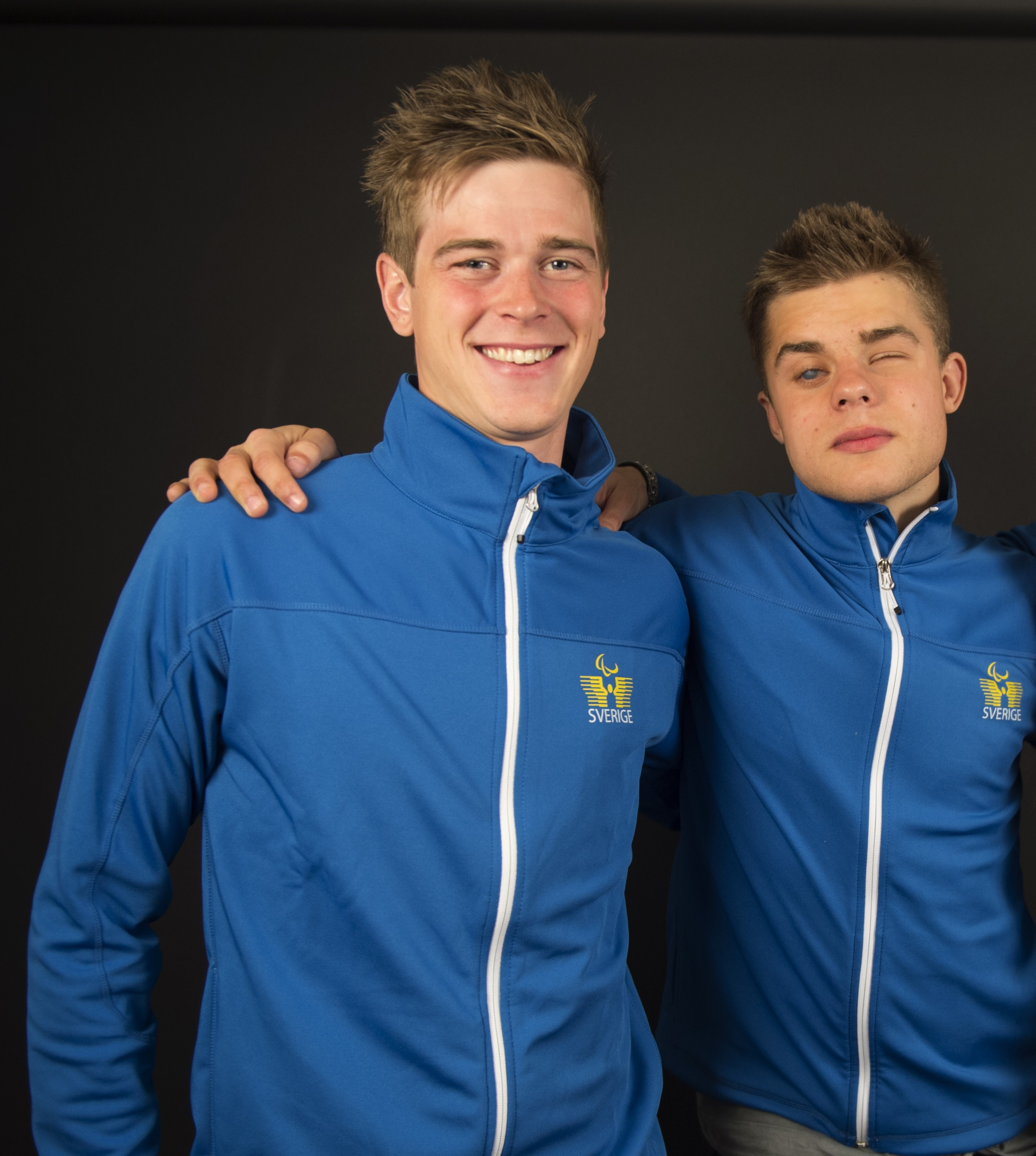
Modin con su guía vidente Albin Ackerot